# Ek Balam

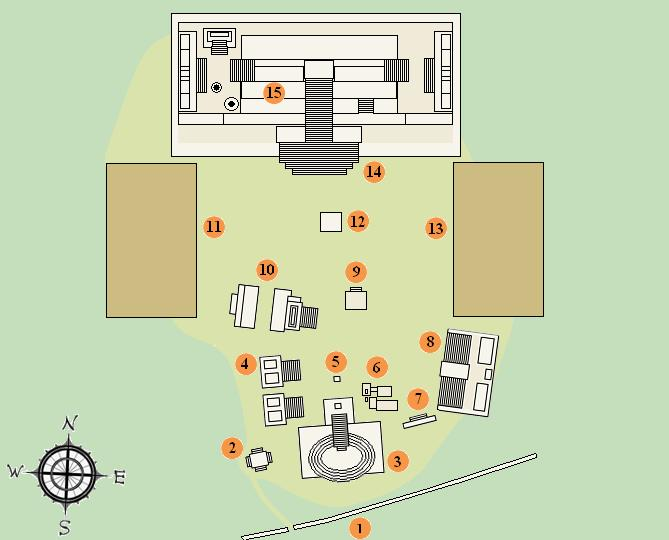
Plano del sitio arqueológico

Ek' Balam (del maya yucateco: Éekꞌ Báalam ‘Estrella jaguar’) es un sitio arqueológico y antigua ciudad maya en el estado de Yucatán, México.  Ek' Balam fue la capital del reino maya de Talol que gobernó una parte del noreste de Yucatán. La ciudad tuvo una larga ocupación y desarrollo que inicia desde el periodo preclásico de la cultura maya (aproximadamente en el 300 a. C.), hasta el final del periodo posclásico durante la conquista española (1550 d. C.), su mayor apogeo y esplendor se dio durante el clásico tardío con el gobierno del ajaw Ukit Kan Lek Tok' llegando a tener la hegemonía de una serie de sitios al norte de la península de Yucatán.En Ek' Balam se han descubierto más de 50 estructuras entre las que se encuentra una acrópolis monumental con palacios decorados por un gran friso de estuco representando varios conceptos de la mitología maya, estatuas de varios gobernantes y un mausoleo que guarda al interior la tumba del rey maya Ukit Kan Lek Tok'. Ek' Balam fue una entidad política de gran riqueza y prosperidad, llegando a alcanzar una población de entre 12 a 18 mil habitantes.

## Toponimia
Anteriormente, existía duda acerca del nombre ancestral de esta zona arqueológica, siendo que en maya yucateco la partícula éekꞌ puede significar tanto "estrella" como referirse al color negro; pero gracias a los avances en la epigrafía maya y al descubrimiento del glifo maya emblema de esta ciudad, puede decirse con certeza que la traducción correcta sería "estrella jaguar".

## Ubicación
La zona arqueológica de Ek' Balam está localizada a 30 km al norte de la ciudad de Valladolid, a 2 km del poblado maya actual homónimo de Ek Balam.  

## Historia
Los inicios de Ek' Balam datan del periodo preclásico en el año 300 a. C., hasta la llegada de los españoles, el asentamiento humano en Ek' Balam llegó a tener unos 12 km², que incluía un espacio central sagrado de 1 km², donde residía la élite. Esta pequeña zona central estaba protegida por tres murallas.
En un momento de su historia, el nombre del "reino" o entidad política de la que Ek' Balam era capital parece haber sido "Talol". siendo su gobernante más famoso 
Ukit Kan Le'k Tok'
En los primeros años del siglo XI, una irrupción extranjera, posiblemente de los itzaes, sometió los centros de poder de Ek' Balam y Yaxuná. En el periodo clásico tardío, Ukit Kan Lek Tok' se consagró como ajaw del reino de Talol, iniciando un periodo de auge en la capital con la edificación de varias construcciones monumentales con altos detalles arquitectónicos y artísticos en las fachadas y la construcción de estelas con textos jeroglíficos mostrando el gran poderío que tenía la ciudad, durante este periodo de apogeo, Ek' Balam fue la mayor potencia maya del norte de Yucatán hasta el ascenso de Chichén Itzá. Las plazas principales de la ciudad se encuentran amuralladas, lo que indica que el sitio también enfrentó conflictos con ciudades vecinas. Ek' Balam tuvo su propio desarrollo y estilo cerámico denominado por los arqueólogos como Talol, el cual fue difundido a lo largo de la región.

## Gobernantes de Ek' Balam

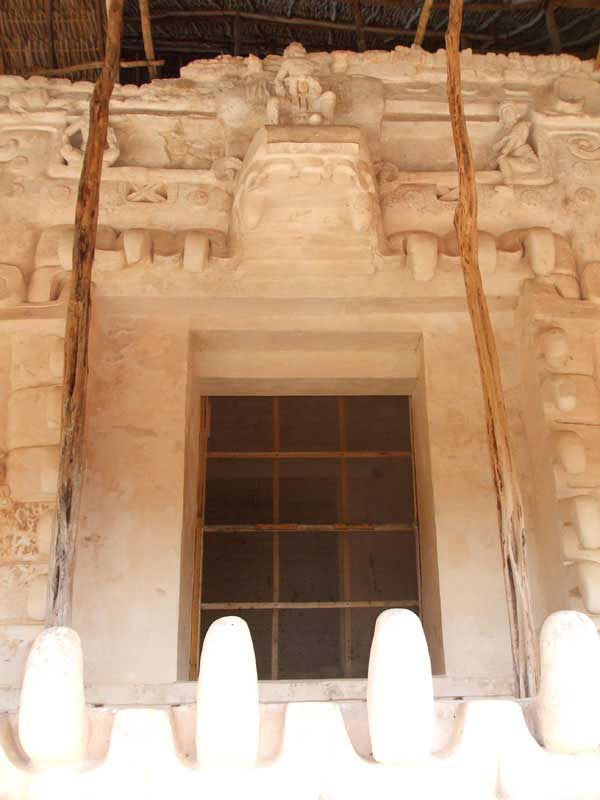
Fauces de estuco en el templo mayor de Ek Balam, Yucatán.

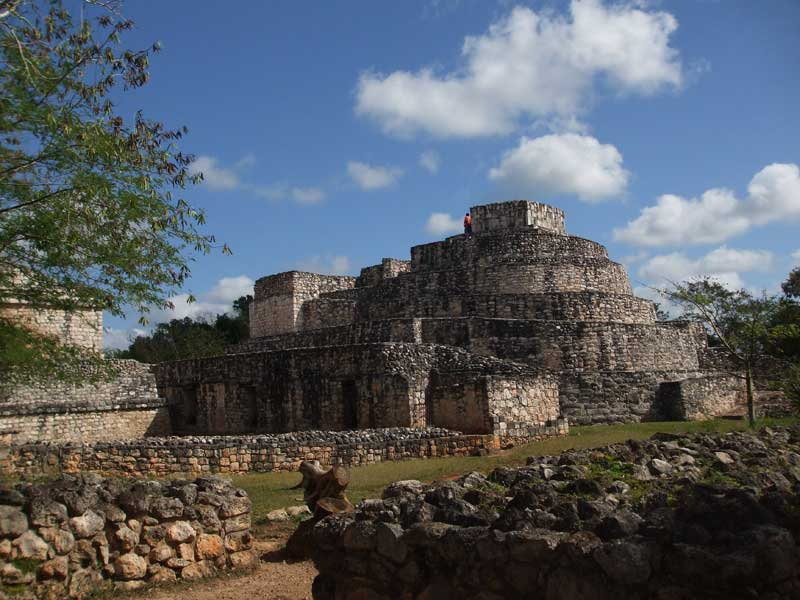
Palacio Oval de Ek Balam

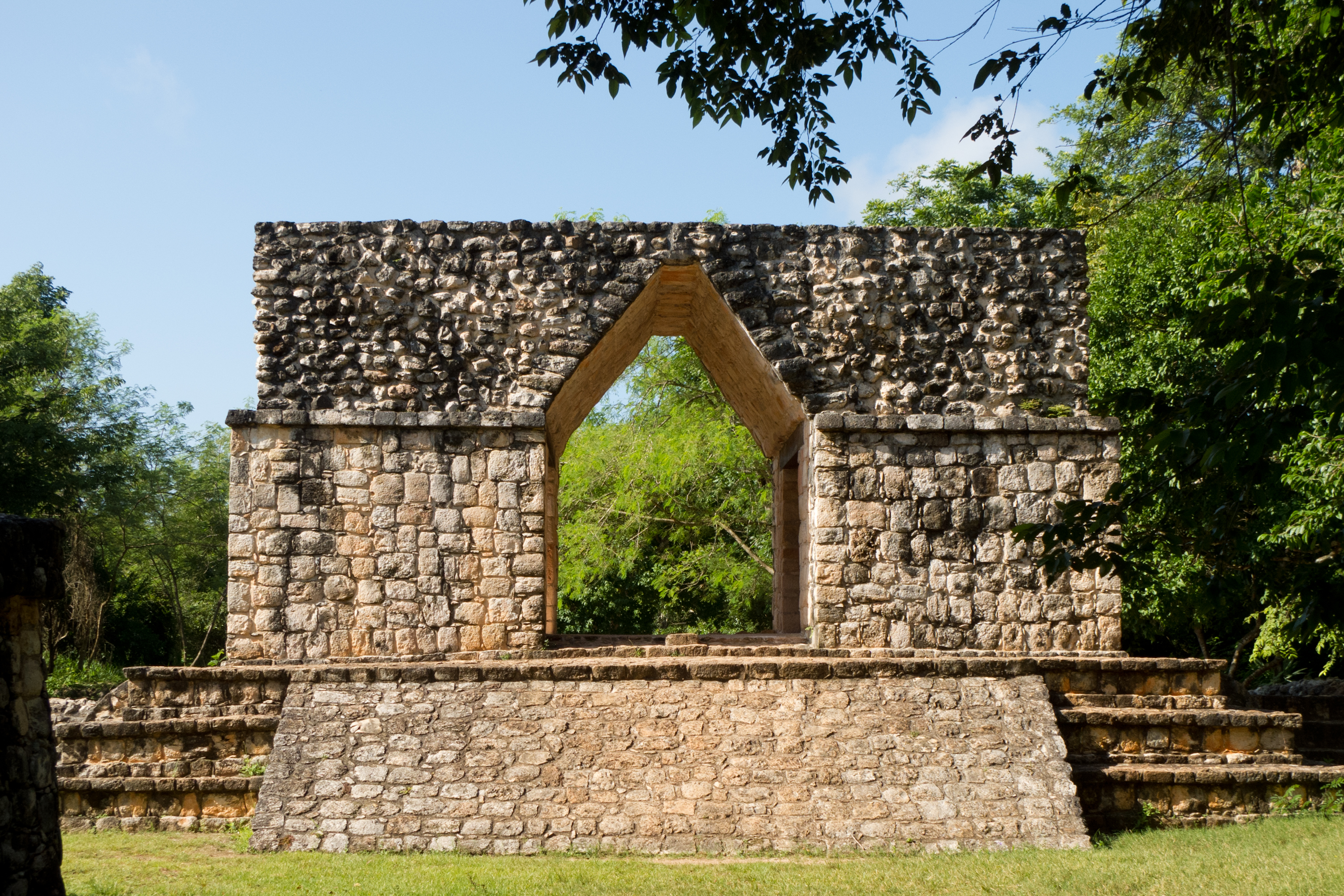
Arco de entrada al sitio de Ek Balam

- Ukit Kan Lek Tok'
- K'an B'ohb' Tok'
- Ukit Jol' Ahkul
- K'ihnich Junpik' Tok' Ku'uh Nal

## Arquitectura
La mayor parte de los edificios que han sido sacados a la luz son de finales del periodo Clásico, pero algunos descubrimientos del preclásico reciente muestran que el lugar fue habitado desde antes. La entrada a este sitio, protegido por dos murallas, inicia con un magnífico arco maya, y continúa con las edificaciones del centro ceremonial, el palacio oval y un juego de pelota maya de buen tamaño.
Presenta 45 estructuras:
- La Acrópolis, en el lado norte, es la estructura más grande y contiene la tumba Ukit Kan Le'k Tok'. Mide 146 metros de largo, 55 metros de ancho y 29 metros de alto. El friso de escayola, espléndidamente conservado, reviste la puerta con las fauces abiertas y los colmillos de una serpiente o monstruo; arriba de estas, el rey en su trono y, a los lados, las figuras de guerreros alados. Aparte de Ek Balam, este tipo de decoración solamente aparece en el lejano estilo de Chenes, en Campeche.
- El edificio circular, construido en el sur y conocido como el Palacio Oval.
- El juego de pelota.
- Las pirámides gemelas.
- Una estela que representa a un gobernante de Ek Balam, probablemente Ukit Jol Ahkul.
- Un bello arco, que sirve como entrada o puerta.
- Dos estructuras, aún no excavadas, al este y oeste de la acrópolis.

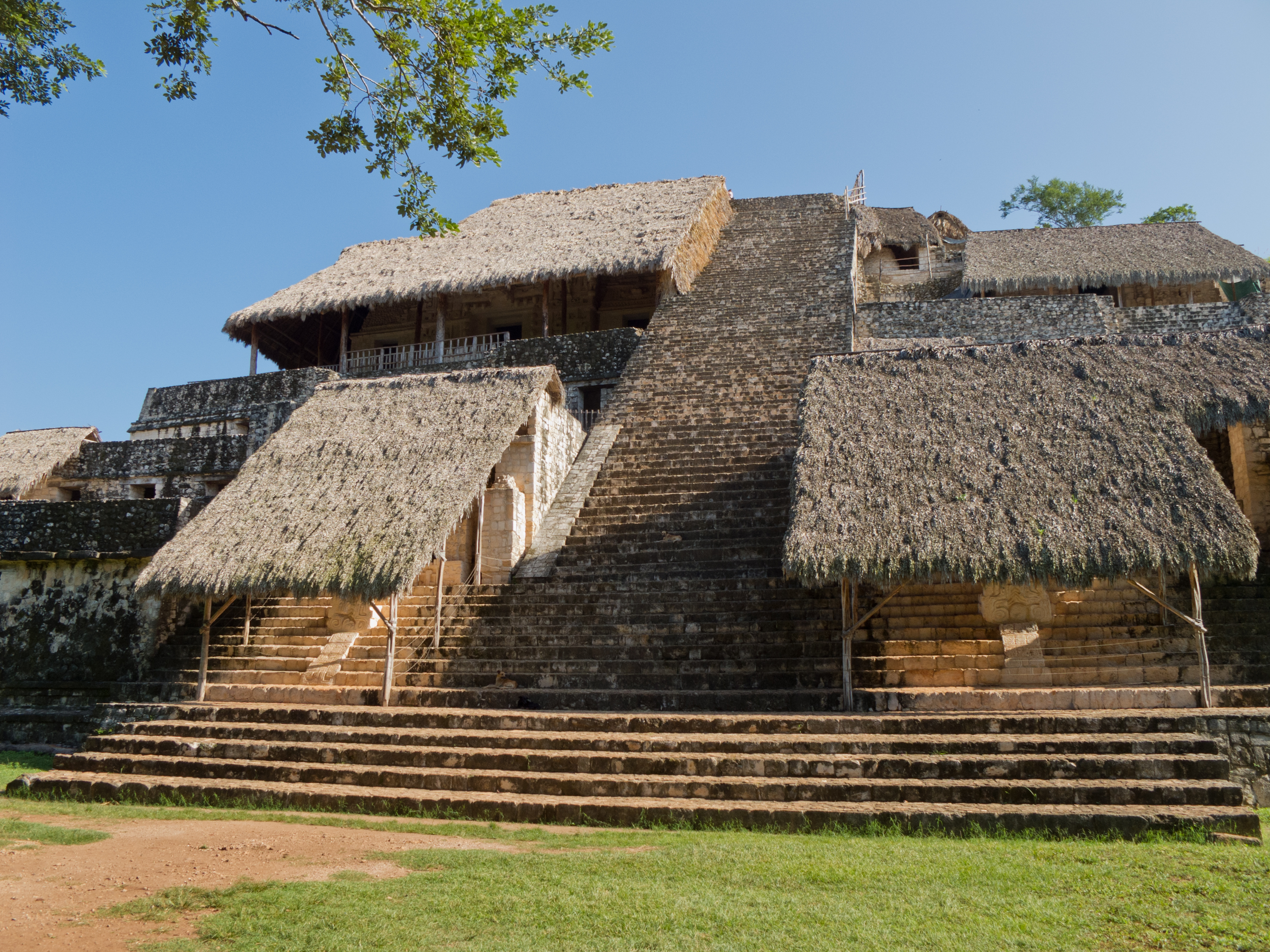
La Acrópolis

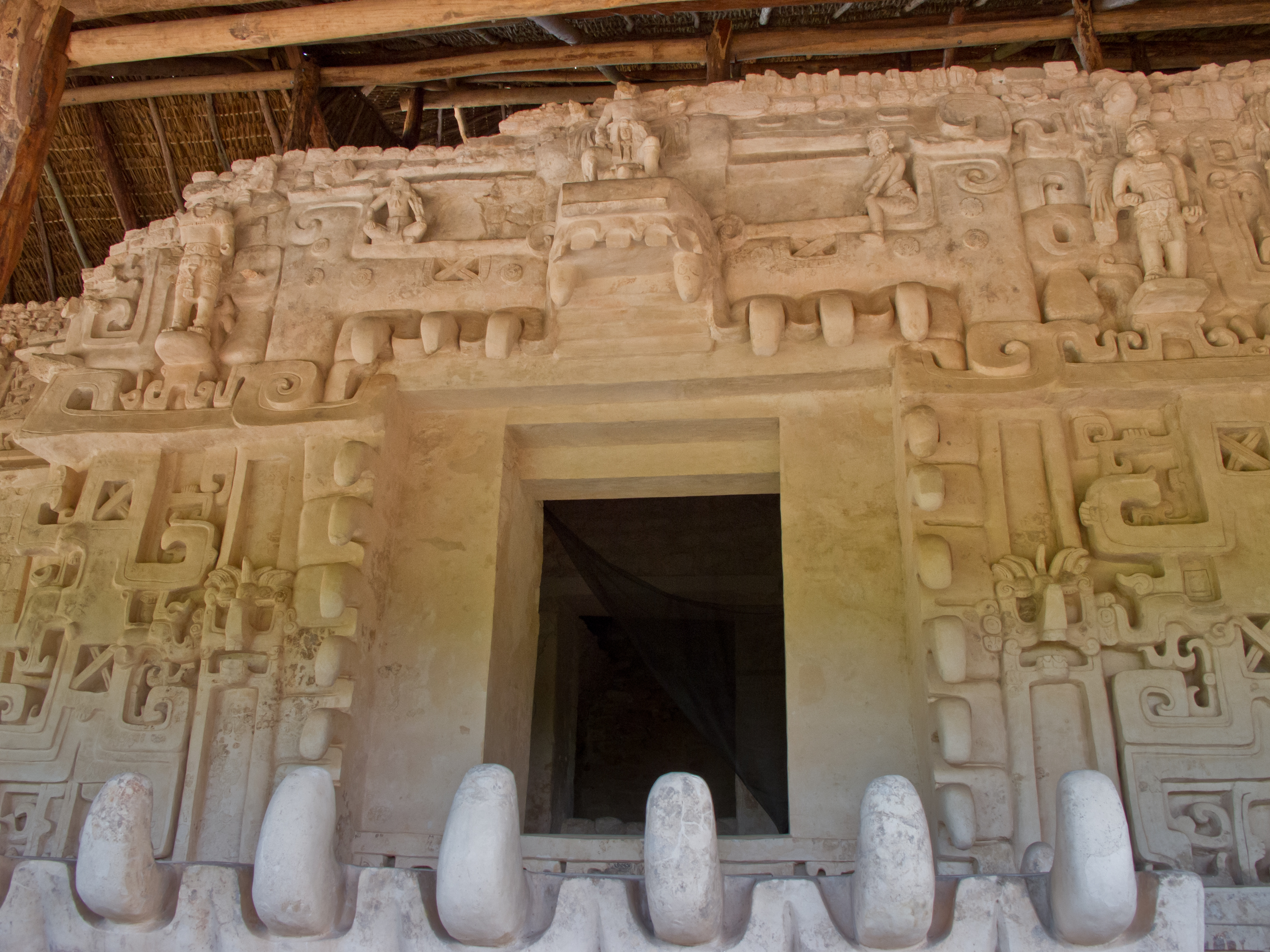
Fachada de Ek-Balam (Yucatán)

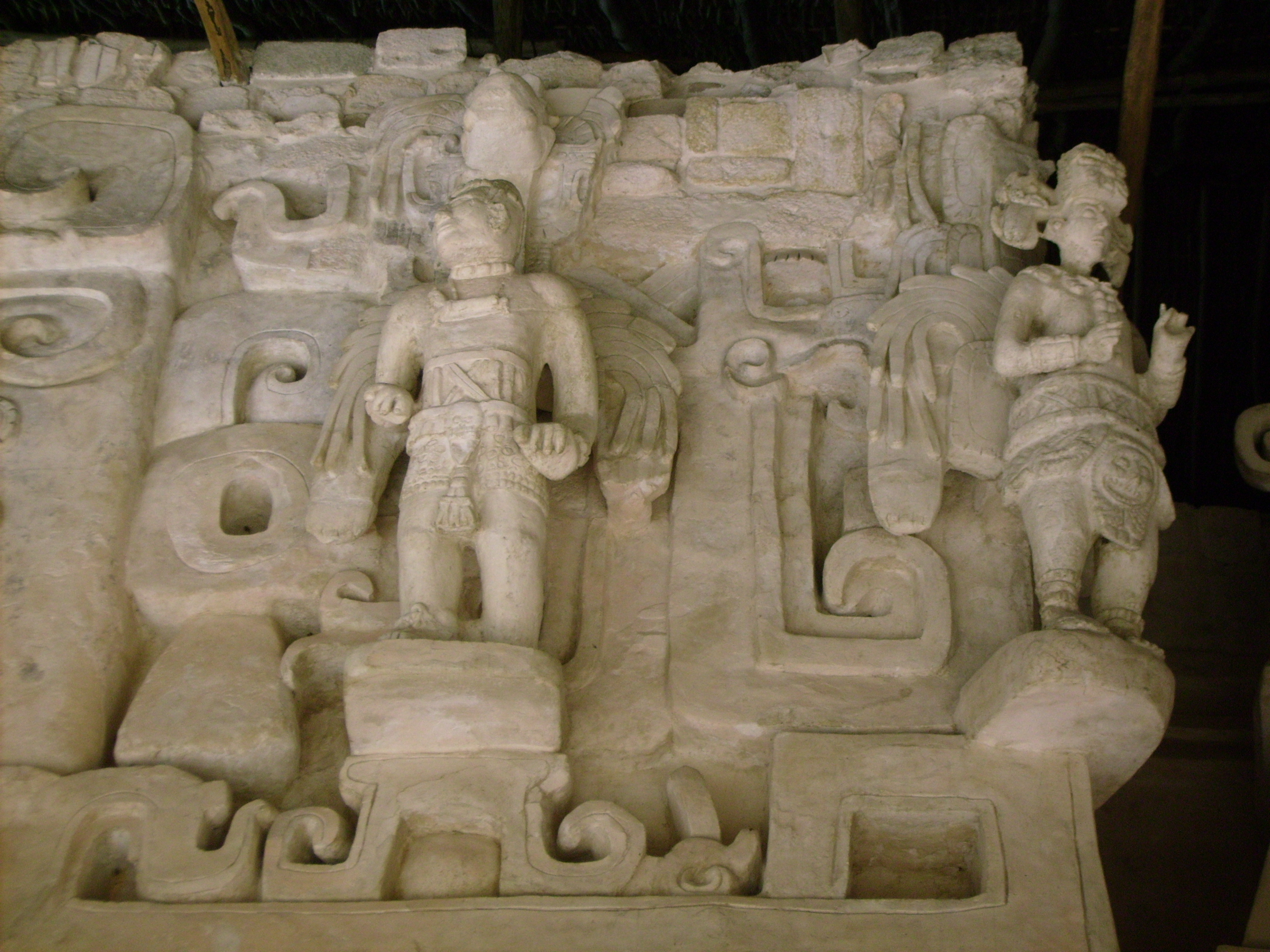
Guerreros alados en el altar del jaguar, Acrópolis, Ek Balam

## Pintura mural en Ek Balam
Una señal de la riqueza material y cultural, así como del desarrollo tecnológico y artístico en Ek Balam, está manifestado en la pintura mural, donde los artesanos alcanzaron gran maestría, decorando sus construcciones con increíbles obras de arte, que van desde tapas de bóvedas con diseños monocromáticos hasta bóvedas completas, cubiertas de coloridos y complejos murales, cuyos vestigios reflejan momentos relevantes de la ciudad. El estilo pictórico de Ek Balam es considerado de los mejores del área maya, ya que, siendo naturalista, expresa de manera muy real, con las proporciones correctas y con notable delicadeza y plasticidad, las representaciones de deidades y seres míticos en las tapas pintadas, así como de seres humanos y animales representados en los muros de los edificios, que lamentablemente todavía no han sido publicados adecuadamente. El nivel artístico e intelectual de Ek Balam puede apreciarse además en el «Mural de los 96 glifos», obra maestra de caligrafía comparable al «Tablero de los 96 glifos» de Palenque.
Desde 1990, el proyecto La pintura mural prehispánica en México, elaborado por el Instituto de Investigaciones Estéticas de la Universidad Nacional Autónoma de México, se dedica al registro y estudio de los murales precolombinos como los de Ek Balam.